# Roulotte e roulette
Roulotte e roulette è un film del 1959, diretto da Turi Vasile

## Trama
Alberto, Mario e Paolo sono tre impiegati di banca che decidono di passare insieme le vacanze estive viaggiando in roulotte. All'ultimo momento Mario rinuncia perché obbligato a trascorrere le ferie insieme a moglie e figlia, ma i due amici rimasti riescono a trovare Antonio, un giovane provvisto di auto propria, che è quindi in grado di trainare la roulotte.
Alla ricerca di avventure galanti, i tre partono con entusiasmo per la Riviera ligure e poi verso sud percorrendo l'Aurelia, ma nelle varie località in cui si fermano non riescono ad avere fortuna. Dopo disavventure ed equivoci, due di loro danno forfait e Alberto, rimasto solo e deluso, decide di vendere la roulotte a tre ragazzi siciliani.

## Produzione
Il film è stato girato in gran parte nella Riviera di Ponente, con riprese al casinò di Sanremo e all'hotel Le Rocce del Capo di Ospedaletti.